# Kevork Mourad
Kevork Mourad (* 1970 in Kamechli) ist ein syrisch-armenischer Performancekünstler.
Mourad studierte bis 1996 am Kunstinstitut von Jerewan in Armenien. Bei seinen Liveauftritten mit Musikern fertigt er Zeichnungen, die auf eine Leinwand projiziert werden und in vorgefertigte Animationen übergehen, die zusammen mit der Musik die jeweilige Story der Aufführung darstellen. Die erste Performance dieser Art hatte er bei der Biennale von Gjumri mit dem Posaunisten David Minassian.
2001 trat er mit dem armenischen Dudukspieler Djivan Gasparyan in der New Yorker Cooper Union und mit dem Pianisten George Winston in der Grace Cathedral in San Francisco auf. In einem Projekt Mari Kimuras nach dem Gilgameschepos trat er mit dem Klarinettisten Kinan Azmeh im Rahmen des Festivals Beyond the Machine der Juilliard School of Music, im Chelsea Museum of Art in New York, der City University of New York sowie an der historischen Stadtmauer von Damaskus auf.
2004 folgten Auftritte mit der Latinjazz-Band Syotos im Brooklyn Museum of Art, 2007 nahm er mit dem Perkussionquartett Tambuco am
IX. Festival Internacional Música y Escena in Mexiko teil. Seit 2005 ist Mourad Mitglied von Yo-Yo Mas Silk Road Ensemble, mit dem er u. a. an der Rhode Island School of Design, der Harvard University dem Nara Museum in Japan, dem Rubin Museum in New York
der University of California at Santa Barbara und am  Art Institute of Chicago auftrat.
Weitere musikalischer Partner waren u. a. Colin Jacobsen, Jonathan Gandelsman, Eric Jacobsen, Nicholas Cords und der Komponist Ken Ueno.

## Quelle
- The Silk Road Project - Kevork Mourad

## Weblink
- Kevork Mourads Homepage

| Personendaten    | Personendaten                           |
| ---------------- | --------------------------------------- |
| NAME             | Mourad, Kevork                          |
| KURZBESCHREIBUNG | syrisch-armenischer Performancekünstler |
| GEBURTSDATUM     | 1970                                    |
| GEBURTSORT       | Kamechli                                |